# Thomas Glas

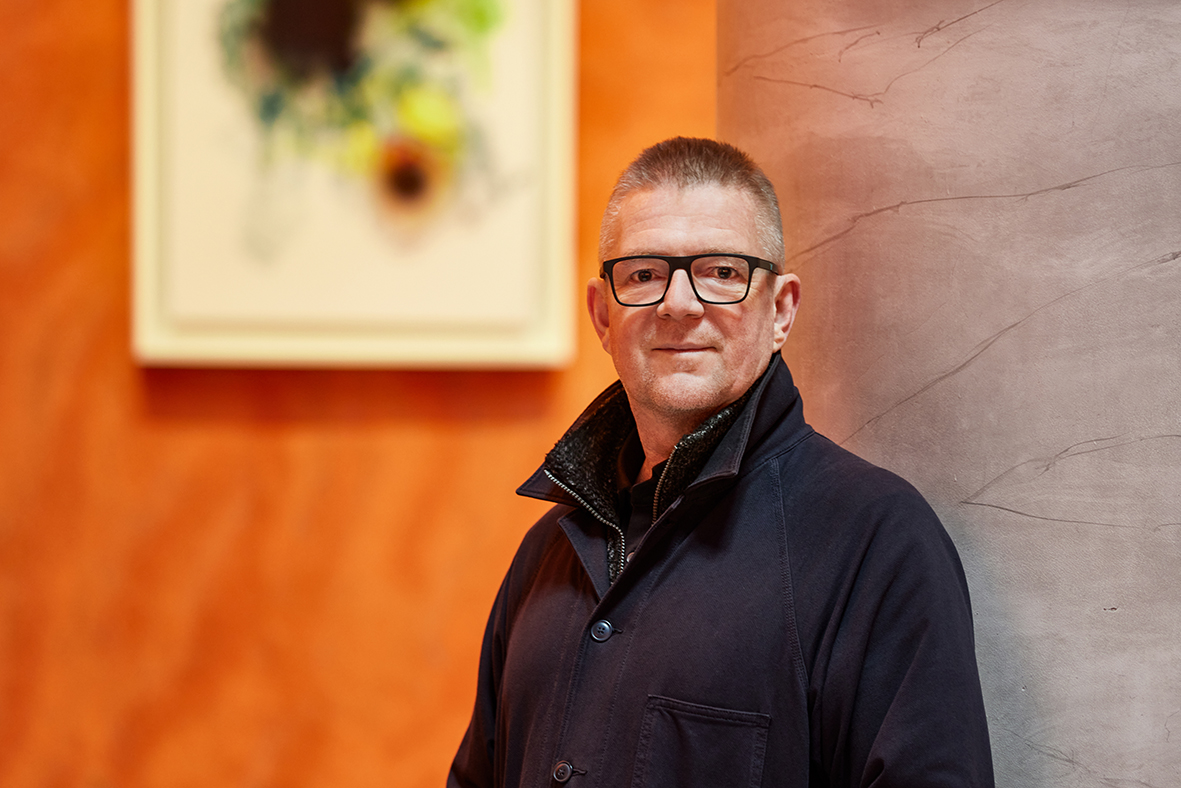
Thomas Glas, 2023

Thomas Glas (* 2. Mai 1964 in Saarbrücken) ist ein zeitgenössischer deutscher Maler und Grafikdesigner. Seine Werkreihen werden der Absoluten Malerei zugeordnet.

## Leben
Thomas Glas studierte von 1985 bis 1991 an der Universität des Saarlandes und der FH Darmstadt Kunst, Kunstgeschichte und Kommunikationsdesign mit Schwerpunkt Grafik. Ende der 1980er Jahre hielt er sich in Paris auf. Seit 1991 ist er freiberuflich als Künstler und Gestalter tätig.
Thomas Glas ist Träger diverser Auszeichnungen und stellt seine Kunst regelmäßig aus,  darunter im Ausstellungsprojekt Genesis 1 im Kunstraum Sankt Ludwig Darmstadt.
Thomas Glas lebt mit seiner Familie im südhessischen Seeheim-Jugenheim. Dort ist auch sein Atelier.

## Werk

### Malerei
Die Kunstwerke von Thomas Glas gruppieren sich zu Werkfamilien, darunter die Reihen Spheres, Genesis, Brohm oder Plexus. Seine Kunst weist Verbindungen zu Künstlern Marc Rothko, Gotthard Graubner und Paul Klee auf, zu Letzterem vor allem wegen der Poesie.
Die Werkfamilie Genesis widmet sich etwa der Vision des Entstehens unseres Kosmos, die ein empfindliches und zerbrechliches Gleichgewicht erreichen. Vorbild ist die Schöpfung, Momentaufnahmen zwischen Wachstum und Zerfall.

### Design
Seit 1995 entwickelt Thomas Glas Designkonzepte und Corporate Identity für deutsche Unternehmen und er gestaltet Ausstellungen unter anderem für das UNESCO-Weltkulturerbe Völklinger Hütte und die Reiss-Engelhorn-Museen in Mannheim und das Historische Museum der Pfalz in Speyer.
Ferner war Thomas Glas Chefgestalter für eine Vielzahl von Verlagen und Buchmarken unter anderem für Brockhaus, Meyers, Duden, Beltz und Schott Music.

## Rezeption
„Die Bilder von Thomas Glas schaffen eine mehrfache Wirklichkeit. Sie berühren einerseits tief und direkt mit ihrer starkfarbigen, sinnlich überbordenden Vielfältigkeit, andererseits setzen sie eine unendliche Welle emotionaler, vielstimmiger Fantasie frei“ (Meinrad Maria Grewenig).
„Thomas Glas ist, solange er denken kann, schöpferisch tätig. Das bedingungslose Ausloten unserer Existenz mit ihrer bis ins Unendliche reichenden Dimension treibt ihn an. Er schafft Sinn-Bilder, die diese faszinierenden Geheimnisse des Universums als Kunst erlebbar machen. (…) Thomas Glas dringt mit seiner Kunst weit über die Möglichkeiten einer ungegenständlichen, informellen Malerei hinaus und macht das Ursubstrat menschlicher Einsicht erlebbar.“ (Meinrad Maria Grewenig)

## Auszeichnungen
- 1996: Stiftung Buchkunst „Die schönsten deutschen Bücher“[3]
- 1996: Deutscher Preis für Kommunikationsdesign
- 1996: 3× Designpreis des Landes Rheinland-Pfalz
- 1999: Stiftung Buchkunst „Die schönsten deutschen Bücher“
- 2000: Deutscher Preis für Kommunikationsdesign
- 2001: Preisträger Wettbewerb Formulare und Geschäftspapiere
- 2001: Internationaler Corporate Design Preis

## Veröffentlichungen
- Thomas Glas – Absolute Malerei. Meinrad Maria Grewenig (Hrsg.), Wienand Verlag, Köln, 2022, ISBN 978-3-86832-711-3
- Thomas Glas – Genesis 1 – Kunstraum Sankt Ludwig Darmstadt. Meinrad Maria Grewenig (Hrsg.), Krüger Verlag, Merzig, 2023. ISBN 978-3-9824334-3-1